# الساندرو آندری
الساندرو آندری (ایتالیایی: Alessandro Andrei؛ زادهٔ ۳ ژانویه ۱۹۵۹) پرتاب‌گر وزنه اهل ایتالیا است. وی همچنین برندهٔ جوایزی همچون نشان شایستگی از جمهوری ایتالیا شده‌است.